# Рыбино (Ивановская область)
Ры́бино — деревня в Палехском районе Ивановской области. Входит в Пеньковское сельское поселение.

## География
Находится в восточной части Палехского района, в 21,9 км к востоку от Палеха (32,1 км по автодорогам). Деревня расположена на реке Люлих.

## Население
| 1859 | 1905 | 2010 |
| ---- | ---- | ---- |
| 104  | ↗120 | ↘14  |

## Археология
В окрестностях деревни Рыбино были открыты памятники археологии: стоянки Стрелка I, Стрелка - II, Клячино - I, Клячино - II 